# PF-98
Il PF-98 è un lanciarazzi anticarro da 120 mm sviluppato dalla Norico per l'Esercito Popolare di Liberazione come successore dei precedenti Type 78 e Type 65.

## Sviluppo
L'arma è stata sviluppata in sostituzione del precedente modello Type 78 in quanto esso si è rivelato ormai obsoleto come arma anticarro. Le prime versioni sono state consegnate ad un reparto dell'esercito di stazza a Macao nel 1999, mentre altri reparti     d'élite hanno ricevuto il PF-98 a partire dal 2000. Il particolare design permette una riduzione drastica del rinculo. Può essere impiegato sia come arma a spalla che su di un treppiede.

## Utilizzo
Il lanciarazzi è costruito in fibra di vetro, fattore che permette di ottenere un peso inferiore ai 10 kg. È disponibile in due varianti, entrambe dotate di visore notturno. Si impiegano circa 10 secondi per acquisire il bersaglio e aprire il fuoco.
Il visore notturno, nella versione "battaglione", ha un raggio di 500 m. Oltre ad esso, sono montati anche un computer per il controllo del fuoco, un telemetro laser e un display al LED. L'intero sistema è in grado di effettuare automaticamente i calcoli balistici e di trasmettere le informazioni sul display, in modo da abbassare il tempo di reazione e migliorare la precisione.
Nella versione "Compagnia", invece, il PF-98 è equipaggiato con un mirino telescopico 4X che assicura un raggio di azione di 300 m. Un computer interno calcola la distanza dei bersagli mobili, mentre un mirino luminoso aiuta l'artigliere a prendere la mira. Questa versione è fornita di treppiede ed è azionata da due artiglieri.

## Munizioni
Come proiettili il PF-98 impiega missili HEAT armati con due testate in tandem controllate tramite un fusibile elettrico temporizzato. Essi possono perforare la corazza di un carro armato spessa 800 mm ad una distanza di 800 m.
Possono essere impiegati anche proiettili a grappolo con all'interno 120 sfere contenenti materiale infiammabile. Questi ordigni possono perforare corazze spesse 400 mm e sono specifici per uccidere gli equipaggi dei carri. Il loro impatto sulla blindatura può anche provocare la morte di chiunque si trovi nel raggio di 25 m dall'impatto. La portata massima è di 1800–2000 m.

## Utilizzatori
- Esercito di Liberazione Popolare
- Zimbabwe Defence Force